# Lars Lambooij
Lars Lambooij (Tilburg, 16 april 1988) is een Nederlands voormalig voetballer die bij voorkeur als middenvelder speelde. Anno 2024 is hij technisch manager van SC Cambuur, waar hij een vierjarig contract tekende.

## Carrière

### Voetballer
Lambooij begon met voetballen in de jeugd bij Goirlese Sportvereniging Blauw-Wit waar hij werd opgepikt door Willem II. Bij de Tricolores kwam hij niet verder dan het beloftenelftal. In 2009 stapte hij samen met teamgenoot Michael de Leeuw over naar Veendam. Hij debuteerde op 7 augustus 2009 in het betaald voetbal tijdens de uitwedstrijd tegen Haarlem. Eind maart 2013 ging Veendam failliet en daarna trainde hij mee bij FC Groningen. Begin 2014 tekende Lambooij een contract bij Go Ahead Eagles. Hij bleef tot 2017 actief voor de Deventenaren.

### Technisch manager
Na zijn carrière als voetballer ging hij aan de slag als hoofd scout bij achtereenvolgens Go Ahead Eagles en RKC Waalwijk. Op 16 april 2024 werd hij aangekondigd als de nieuwe technisch manager van Cambuur, waar hij de naar Feyenoord vertrokken Etiënne Reijnen opvolgde.

### Carrièrestatistieken
| Seizoen         | Club            | Land            | Competitie      | Competitie | Competitie | Beker | Beker | Internationaal | Internationaal | Overig | Overig | Totaal | Totaal |
| Seizoen         | Club            | Land            | Competitie      | Wed.       | Dlp.       | Wed.  | Dlp.  | Wed.           | Dlp.           | Wed.   | Dlp.   | Wed.   | Dlp.   |
| --------------- | --------------- | --------------- | --------------- | ---------- | ---------- | ----- | ----- | -------------- | -------------- | ------ | ------ | ------ | ------ |
| 2009/10         | SC Veendam      | Nederland       | Eerste divisie  | 17         | 1          | 0     | 0     | –              | –              | –      | –      | 17     | 1      |
| 2010/11         | SC Veendam      | Nederland       | Eerste divisie  | 30         | 3          | 2     | 0     | –              | –              | –      | –      | 32     | 3      |
| 2011/12         | SC Veendam      | Nederland       | Eerste divisie  | 30         | 5          | 1     | 0     | –              | –              | –      | –      | 31     | 5      |
| 2012/13         | SC Veendam      | Nederland       | Eerste divisie  | 26         | 1          | 1     | 0     | –              | –              | –      | –      | 27     | 1      |
| 2013/14         | Go Ahead Eagles | Nederland       | Eredivisie      | 23         | 0          | 2     | 0     | –              | –              | –      | –      | 25     | 0      |
| 2014/15         | Go Ahead Eagles | Nederland       | Eredivisie      | 18         | 0          | 1     | 0     | –              | –              | –      | –      | 19     | 0      |
| 2015/16         | Go Ahead Eagles | Nederland       | Eerste divisie  | 21         | 0          | 1     | 0     | -              | -              | -      | -      | 22     | 0      |
| 2016/17         | Go Ahead Eagles | Nederland       | Eredivisie      | 6          | 0          | 1     | 0     | -              | -              | -      | -      | 7      | 0      |
| Carrière totaal | Carrière totaal | Carrière totaal | Carrière totaal | 171        | 10         | 9     | 0     | 0              | 0              | 0      | 0      | 180    | 10     |